# 要望
| ウィキペディアには「要望」という見出しの百科事典記事はありません（タイトルに「要望」を含むページの一覧/「要望」で始まるページの一覧）。 代わりにウィクショナリーのページ「要望」が役に立つかもしれません。 |